# József Szén
József Szén (Pest, 9 de juliol de 1805 – 13 de gener de 1857), fou un mestre d'escacs hongarès.
|  |

## Biografia i resultats destacats en competició
Es va graduar en dret, i esdevingué l'arxiver municipal de la ciutat de Pest. Jugava sovint al café Worm de Pest, contra qualsevol oponent, a un preu de 20 Kreuzers. Molt fort en els finals, tenia el malnom de el Philidor hongarès.
El 1836 Szén va jugar un matx a París contra Louis-Charles Mahé de La Bourdonnais al qual La Bourdonnais li donava avantatge de peó i dos moviments. Szén guanyà amb un marcador de (+13 =0 -12). També el 1836, empatà un matx amb Boncourt.
El 1839, Szén fundà el Club d'Escacs de Pest (Pesti Sakk-kor). El mateix any, va perdre un matx contra Karl Mayet (+2 –3 =1) a Berlín. Entre 1842 i 1846, va liderar un equip de Pest d'escacs per correspondència que va batre un equip de París per dos victòries a zero. L'equip hongarès va introduir la defensa hongaresa (1. e4 e5 2. Cf3 Cc6 3. Ac4 Ae7). De tota manera, la repressió de la Revolució hongaresa de 1848 va acabar amb totes les activitats de club, inclosos els clubs d'escacs; la prohibició va durar fins al 1864.
Szén fou cinquè al primer torneig internacional de la història, Londres 1851. A la primera ronda hi guanyà Samuel Newham 2-0, després perdé 2-4 contra el guanyador del torneig, Adolf Anderssen; a la tercera ronda va esborrar del tauler Bernhard Horwitz 4-0 i a la quarta Hugh Alexander Kennedy per 4½-½. El 1852, empatà un matx contra Ernst Falkbeer (+9 –9 =2) a Viena. El 1853, perdé un matx contra Daniel Harrwitz (+1 –3 =1) a Londres.